# Богословский, Николай Иоаннович
Никола́й Иоа́ннович Богосло́вский (3 мая 1875 — 4 ноября 1937) — протоиерей, священномученик.
Причислен к лику святых Русской православной церкви в 2004 году.

## Биография
Родился младшим, шестым ребёнком в семье священника Паяницкой Вознесенской церкви отца Иоанна. Окончив Олонецкую духовную семинарию, в сентябре 1896 года поступил на службу псаломщиком в Александро-Невскую заводскую церковь. Преподавал в церковно-приходской школе при Александро-Невской церкви.
Рукоположён в сан священника 2 марта 1897 года епископом Олонецким и Петрозаводским Павлом. Назначен в Оштинский приход Лодейнопольского уезда. В 1897—1918 годах отец Николай состоял законоучителем Оштинской женской церковно-приходской школы и Лазаревского земского училища, законоучителем и заведующим Лазаревского церковно-приходского училища.
1909 году отец Николай был избран духовным следователем, в 1913 году был утверждён в должности члена благочиннического совета. Состоял депутатом окружного училищного съезда. В 1915 году был отцом-председателем на 48-м съезде отцов-депутатов Петрозаводского училищного округа. Занимался благотворительной деятельностью, был членом правления Оштинского общества вспоможения бедным и сирым.
После революции 1917 года, в 1918—1925 годах работал служащим, старшим учётчиком.
В 1925 году Николай Богословский вернулся к священническому служению в Святодуховском кафедральном соборе в Петрозаводске. Организовал и читал лекции в кружке любителей религиозно-нравственного христианского просвещения при соборе, был секретарём приходского совета.
В 1926 году был возведен в сан протоиерея. После закрытия Святодуховского собора по решению Петрозаводского горсовета в феврале 1930 года, причт и община перешли служить в Екатерининскую кладбищенскую церковь.
2 сентября 1937 года отец Николай был арестован по обвинению в контрреволюционной повстанческой деятельности. Отец Николай не подписал ни один из протоколов следствия и не признал себя виновным.
Обвинение было предъявлено по статье 58-2-10-11 Уголовного кодекса РСФСР (контрреволюционная деятельность). Постановлением тройки НКВД Карельской АССР Николай Богословский был расстрелян 4 ноября 1937 года в районе Сулажгоры и погребён в общей безвестной могиле.
Был реабилитирован 9 января 1957 года Верховным судом Карельской АССР.
В 2004 году Священный синод Русской православной церкви включил имя священномученика Николая Богословского в Собор новомучеников и исповедников Церкви Русской от Петрозаводской и Карельской епархии.
Память священномученика Николая совершается в день его кончины 4 ноября.

## Семья
Трое братьев о. Николая окончили полный курс Олонецкой духовной семинарии. Двое из них, Алексей и Александр, приняли священный сан. Алексей служил священником в приходах Олонецкой епархии, а Александр служил протодиаконом в кафедральном Святодуховском соборе в Петрозаводске.
Две сестры. Одна из них, Анна, была замужем за священником Фёдором Маклионовым (1872—1938).

## Награды и поощрения
За «усердную и полезную службу» о. Николай был награжден набедренником (1898), скуфьей (1903), камилавкой (1909).
В 1907 году был награждён медалью Красного Креста «В память русско-японской войны».
В 1910 году он был награжден серебряной медалью «В память 25-летия церковно-приходских школ» (1884—1909) на двойной Александровской и Владимирской ленте.
В 1913 году был представлен к награждению наперсным крестом от Святейшего Синода. «За труды и руководство в занятиях съезда» ему была вынесена «благодарность с внесением в формулярные списки».
в 1928 году был представлен к награде — палице.